# Патерсдорф
Патерсдорф (нім. Patersdorf) — громада в Німеччині, розташована в землі Баварія. Підпорядковується адміністративному округу Нижня Баварія. Входить до складу району Реген.
Площа — 17,04 км2. Населення становить 1745 ос. (станом на 31 грудня 2020).